# Henry Becque

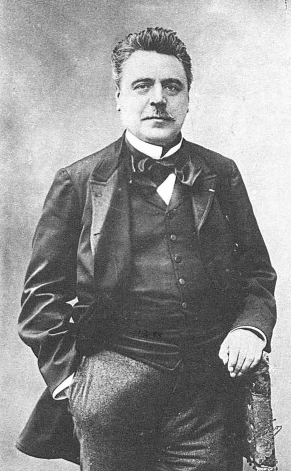
Henry Becque, fotografi av Nadar.

Henry François Becque, född 9 april 1837 i Paris, död den 12 april 1899, var en fransk dramatiker.
Efter att ha gjort sina lärospån med bland annat ett socialt drama Michel Pauper (1870) fann Becque sin form med sina båda genombrottsverk Les corbeaux(1882) och La parisienne (1885), med vilka han skapade naturalismens teaterstil och banade väg för ett modernt realistiskt drama. Pjäserna präglas av en bitter människouppfattning, frän verklighetston i dialogen och typskildring samt frånvaro av traditionell teaterintrig, något som senare följdes av Ibsen och Strindberg. Samtiden uppskattade inte Becques dramatik, som först efter hans död blev allmänt erkänd.